# فهرست آثار جسیکا چستین

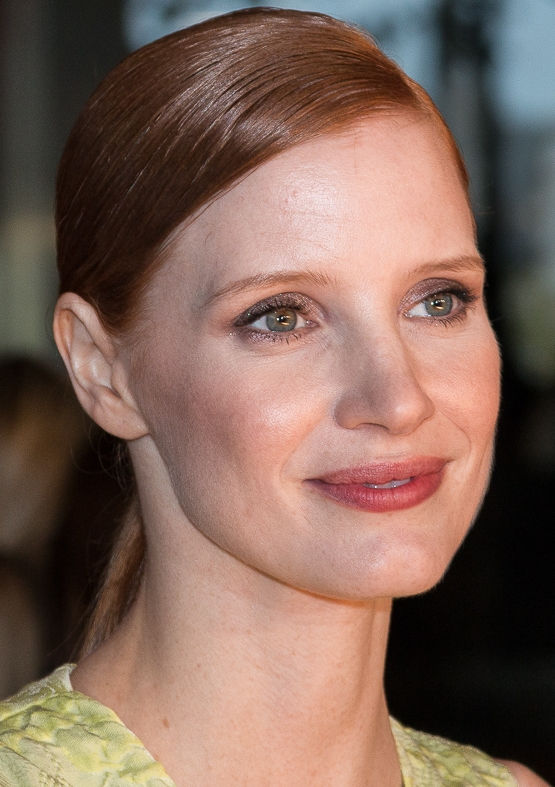
چستین در جشنواره فیلم لندن در ۲۰۱۴

جسیکا چستین بازیگر آمریکایی است که در سینما، تلویزیون و تئاتر نقش‌آفرینی کرده است. زمانی که او در مدرسه جولیارد دانشجوی سال آخر بود، با جان ولز، تهیه‌کنندهٔ تلویزیون، قرارداد حفظ استعداد بست. از سال ۲۰۰۴ تا ۲۰۱۰ میلادی او به بازی در نقش‌های مهمان در چندین مجموعهٔ تلویزیونی پرداخت، از جمله در بخش فوریت‌های پزشکی، ورونیکا مارس و نظم و قانون: دادگاه با هیئت منصفه. او همچنین در این سال‌ها در تئاتر هم ایفای نقش کرد، از جمله در سال ۲۰۰۴ که در کنار میشل ویلیامز در تئاتر باغ آلبالو بازی کرد، و در سال ۲۰۰۶ که در تئاتر سالومه مقابل آل پاچینو نقش آفرید. در سال ۲۰۰۸ میلادی چستین اولین نقش سینمایی‌اش را در فیلم جولین اجرا کرد؛ این فیلم بر اساس داستان کوتاهی از ئی. ال. دکتروف به همین نام است که خود الهام‌گرفته از ترانهٔ «جولین» اثر معروف دالی پارتن است. او همچنین در سال ۲۰۰۹ نقشی کوتاه در فیلم دزدیده شده بازی کرد که یک فیلم مهیج بود. سال بعدش نیز او در فیلم بدهی نقش جوانیِ شخصیت اول فیلم را ایفا کرد؛ در قسمتی از فیلم که دورهٔ سالمندی این شخصیت به تصویر کشیده می‌شد هلن میرن این نقش را بازی می‌کرد.
سال ۲۰۱۱ با پیشرفتی چشمگیر برای چستین همراه بود. در این سال شش فیلم با بازیِ او به نمایش درآمد، از جمله فیلم درخت زندگی که در آن چستین کنار برد پیت بازی کرد، و فیلم خدمتکاران که اقتباسی است از رمانی به همین نام اثر کاترین استاکت. بابت بازی در فیلم خدمتکاران چستین برای اولین بار نامزد جایزه اسکار شد (در بخش جایزه اسکار بهترین بازیگر نقش مکمل زن). در سال ۲۰۱۲ او در فیلم ماداگاسکار ۳: تحت تعقیب‌ترین‌های اروپا صداپیشگی کرد؛ این فیلم با موفقیت مالی خوبی روبه‌رو شد و بیش از ۷۴۷ میلیون دلار فروش رفت. او همچنین در فیلم سی دقیقه پس از نیمه‌شب اثر کاترین بیگلو که اقتباسی نیمه‌واقعی از داستان جستجو برای دستگیری اسامه بن لادن بود نقش یک تحلیلگر سازمان سیا را بازی کرد که برایش نامزدی جایزه اسکار بهترین بازیگر نقش اول زن را به ارمغان آورد.
در سال ۲۰۱۲ چستین همچنین اولین اجرایش را در تئاتر برادوی تجربه کرد؛ او در نمایش وارثه نقش یک دختر ساده‌لوح را بازی کرد که به یک زن قدرتمند تبدیل می‌شد. در سال ۲۰۱۳ میلادی چستین در فیلم ترسناک ماما نقش آفرینی کرد و سپس در فیلم درام سه‌قسمتیِ گم شدن الانور ریگبی اثر ند بنسون نقش زنی که در یک ازدواج ناموفق بود را بازی کرد. سال بعد چستین در فیلم پرفروش میان‌ستاره‌ای اثر کریستوفر نولان و سال بعدش در فیلم مریخی بازی کرد که هر کدامشان بیشتر از ۶۰۰ میلیون دلار در سطح جهان فروش داشتند. در ادامه چستین نقش اصلی فیلم دوشیزه اسلون (۲۰۱۶) را بازی کرد و سال بعدش در فیلم‌های همسر نگهبان باغ وحش (۲۰۱۷) و بازیِ مالی (۲۰۱۷) نقش آفرید. در سال ۲۰۱۹، چستین نقش بزرگسالی بورلی مارش در دنبالهٔ فیلم ترسناک آن: بخش دوم را ایفا کرد. دو سال بعد او در مینی‌سریال صحنه‌هایی از یک ازدواج از شبکهٔ اچ‌بی‌او ایفای نقش کرد و تامی فی مسنر را در فیلم زندگی‌نامه‌ای چشم‌های تامی فی به تصویر کشید. او برای چشم‌های تامی فی برندهٔ جایزهٔ اسکار بهترین بازیگر زن شد.

## فیلم
| سال  | عنوان                                | نقش               | توضیحات                                       | منا.          |
| ---- | ------------------------------------ | ----------------- | --------------------------------------------- | ------------- |
| ۲۰۰۸ | جولین                                | جولین             |                                               | [ ۲۱ ]        |
| ۲۰۰۹ | دزدیده‌شده                            | سلی ان            | همچنین با نام زندگی‌های دزدیده‌شده شناخته می‌شود | [ ۴ ] [ ۲۲ ]  |
| ۲۰۱۰ | غربی                                 | مادر دانیل        | فیلم کوتاه؛ همچنین تهیه‌کننده مشترک            | [ ۲۳ ]        |
| ۲۰۱۰ | بدهی                                 | جوانی ریچل سینگر  |                                               | [ ۵ ]         |
| ۲۰۱۱ | پناه بگیر                            | سامانتا لافورش    |                                               | [ ۲۴ ]        |
| ۲۰۱۱ | کوریولانوس                           | ویرژیلیا          |                                               | [ ۲۵ ]        |
| ۲۰۱۱ | درخت زندگی                           | خانم اوبراین      |                                               | [ ۲۶ ]        |
| ۲۰۱۱ | خدمتکاران                            | سلیا فوت          |                                               | [ ۷ ]         |
| ۲۰۱۱ | وایلد سالومه                         | سالومه            | فیلم مستند                                    | [ ۲۸ ]        |
| ۲۰۱۱ | قتلگاه‌های تگزاس                      | کاراگاه پم استال  |                                               | [ ۲۹ ]        |
| ۲۰۱۲ | ماداگاسکار ۳: تحت تعقیب‌ترین‌های اروپا | جیا (صدا)         |                                               | [ ۳۰ ]        |
| ۲۰۱۲ | بی‌قانون                              | مگی بوفورد        |                                               | [ ۳۱ ]        |
| ۲۰۱۲ | رنگ زمان                             | خانم ویلیامز      | همچنین با نام تار شناخته می‌شود                | [ ۳۲ ] [ ۳۳ ] |
| ۲۰۱۲ | سی دقیقه پس از نیمه‌شب                | مایا              |                                               | [ ۳۴ ]        |
| ۲۰۱۳ | ماما                                 | آنابل             |                                               | [ ۳۵ ]        |
| ۲۰۱۳ | گم شدن الانور ریگبی                  | النور ریگبی       | همچنین تهیه‌کننده مشترک                        | [ ۳۶ ] [ ۳۷ ] |
| ۲۰۱۴ | خانم جولی                            | خانم جولی         |                                               | [ ۳۸ ]        |
| ۲۰۱۴ | میان‌ستاره‌ای                          | مرفی «مرف» کوپر   |                                               | [ ۳۹ ]        |
| ۲۰۱۴ | یک سال بسیار خشن                     | آنا مورالس        |                                               | [ ۴۰ ]        |
| ۲۰۱۵ | وحدت                                 | راوی              | فیلم مستند                                    | [ ۴۱ ] [ ۴۲ ] |
| ۲۰۱۵ | مریخی                                | ملیسا لوییس       |                                               | [ ۱۵ ] [ ۴۳ ] |
| ۲۰۱۵ | قله‌ای به رنگ خون                     | لوسیل شارپ        |                                               | [ ۴۴ ]        |
| ۲۰۱۶ | شکارچی: جنگ زمستان                   | سارا              |                                               | [ ۴۵ ]        |
| ۲۰۱۶ | دوشیزه اسلون                         | الیزابت اسلون     |                                               | [ ۴۶ ]        |
| ۲۰۱۷ | من جین دو هستم                       | راوی              | فیلم مستند؛ همچنین تهیه‌کننده اجرایی           | [ ۴۷ ]        |
| ۲۰۱۷ | همسر نگهبان باغ وحش                  | آنتونیا زابینسکا  | همچنین تهیه‌کننده اجرایی                       | [ ۴۸ ] [ ۴۹ ] |
| ۲۰۱۷ | بازی مالی                            | مالی بلوم         |                                               | [ ۵۰ ]        |
| ۲۰۱۷ | زن جلو می‌رود                         | کارولاین ولدون    |                                               | [ ۵۱ ]        |
| ۲۰۱۸ | این همه‌چیز را تغییر می‌دهد            | خودش              | فیلم مستند                                    | [ ۵۲ ]        |
| ۲۰۱۹ | دارک فینکس                           | ووک/ مارگرت       |                                               | [ ۵۳ ]        |
| ۲۰۱۹ | آن: بخش دوم                          | بورلی مارش        | نقش مشترک با سوفیا لیلیس                      | [ ۱۷ ]        |
| ۲۰۲۰ | خلق یک شخصیت: میراث مونی یاکیم       | خودش              | فیلم مستند؛ همچنین تهیه‌کننده اجرایی           | [ ۵۴ ]        |
| ۲۰۲۰ | ایوا                                 | ایوا فاکنر        | همچنین تهیه‌کننده                              | [ ۵۵ ]        |
| ۲۰۲۱ | بخشیده‌شده                            | جو هنینگر         |                                               | [ ۵۶ ]        |
| ۲۰۲۱ | چشم‌های تامی فی                       | تامی فی بکر       | همچنین تهیه‌کننده                              | [ ۵۷ ]        |
| ۲۰۲۲ | ۳۵۵                                  | میسون «میس» براون | همچنین تهیه‌کننده                              | [ ۵۸ ]        |
| ۲۰۲۲ | زمان آرماگدون                        | مرین ترامپ        | حضور افتخاری                                  | [ ۵۹ ]        |
| ۲۰۲۲ | پرستار خوب                           | امی لافرن         |                                               | [ ۶۰ ]        |
| ۲۰۲۳ | حافظه                                | سیلویا            |                                               | [ ۶۱ ]        |
| ۲۰۲۴ | غریزه مادران                         | آلیس بردفورد      | همچنین تهیه‌کننده                              | [ ۶۲ ]        |
| ۲۰۲۵ | رؤیاها                               | جنیفر مک‌کارتی     |                                               | [ ۶۳ ]        |
| ؟    | لیر رکس                              | گونریل            |                                               | [ ۶۴ ]        |

## تلویزیون
| سال       | عنوان                             | نقش                         | توضیحات                            | منا.          |
| --------- | --------------------------------- | --------------------------- | ---------------------------------- | ------------- |
| ۲۰۰۴      | سایه‌های تاریک                     | کارولین استودارد            | قسمت پایلوت                        | [ ۶۵ ]        |
| ۲۰۰۴      | بخش فوریت‌های پزشکی                | دالیا تاسلیتز               | قسمت: «ببخش و فراموش کن»           | [ ۶۶ ]        |
| ۲۰۰۴      | ورونیکا مارس                      | سارا ویلیامز                | قسمت: «دختر همسایه»                | [ ۶۷ ]        |
| ۲۰۰۵–۰۶   | نظم و قانون: دادگاه با هیئت منصفه | سیگرون بورگ (معاون دادستان) | قسمت سوم                           | [ ۶۸ ]        |
| ۲۰۰۶      | کلوز د هوم                        | کیسی ورث                    | قسمت: «همسایه ستمگر»               | [ ۶۹ ]        |
| ۲۰۰۶      | مدرک                              | لارا گرین                   | قسمت: «پایلوت»                     | [ ۷۰ ]        |
| ۲۰۰۶      | ریش‌سیاه                           | شارلوت اورماند              | مینی‌سریال                          | [ ۷۱ ]        |
| ۲۰۰۷      | جورنی‌من                           | تانا بلوم                   | قسمت: «آسمان‌های دوستانه»           | [ ۷۲ ]        |
| ۲۰۱۰      | پوآرو                             | مری دبنهام                  | قسمت: «قاتل در اورینت اکسپرس»      | [ ۷۳ ]        |
| ۲۰۱۶      | جانوران.                          | سارا (صدا)                  | قسمت: «بوقلمون‌ها»                  | [ ۷۴ ] [ ۷۵ ] |
| ۲۰۱۸      | پخش زنده شنبه شب                  | خودش                        | قسمت: «جسیکا چستین/تروی سیوان»     | [ ۷۶ ]        |
| ۲۰۲۱      | صحنه‌هایی از یک ازدواج             | میرا                        | مینی‌سریال؛ همچنین تهیه‌کنندهٔ اجرایی | [ ۷۷ ]        |
| ۲۰۲۲      | بازنگری: مریلین مونرو             | گوینده                      | مینی‌سریال مستند                    | [ ۷۸ ]        |
| ۲۰۲۲–۲۰۲۳ | جرج و تمی                         | تمی وینت                    | مینی‌سریال؛ همچنین تهیه‌کنندهٔ اجرایی | [ ۷۹ ]        |
| ؟         | دانا                              | ؟                           | مینی‌سریال؛ همچنین تهیه‌کنندهٔ اجرایی | [ ۸۰ ]        |

## تئاتر
| سال  | اثر              | نقش             | مکان                          | منا.   |
| ---- | ---------------- | --------------- | ----------------------------- | ------ |
| ۱۹۹۸ | رومئو و ژولیت    | ژولیت           | مرکز هنرهای نمایشی ماونتن ویو | [ ۸۱ ] |
| ۲۰۰۴ | باغ آلبالو       | آنیا            | جشنواره تئاتر ویلیامزتاون     | [ ۸۲ ] |
| ۲۰۰۴ | همسر رادنی       | لی              | پلی‌رایتز هورایزن              | [ ۸۳ ] |
| ۲۰۰۶ | سالومه           | سالومه          | تئاتر وادزورث                 | [ ۸۴ ] |
| ۲۰۰۹ | اتلو             | دزدمونا         | پابلیک تییتر                  | [ ۸۵ ] |
| ۲۰۱۲ | وارثه            | کترین اسلوپر    | تئاتر والتر کر                | [ ۸۶ ] |
| ۲۰۱۷ | تک‌گویی‌های کودکان | دختر سیزده ساله | تالار کارنگی                  | [ ۸۷ ] |
| ۲۰۲۳ | خانه عروسک       | نورا هلمر       | تئاتر هادسون                  | [ ۸۸ ] |

## موزیک ویدئو
| سال  | عنوان           | اجراکننده(ها)            | تهیه‌کننده   | آلبوم | منا.   |
| ---- | --------------- | ------------------------ | ----------- | ----- | ------ |
| ۲۰۱۷ | «دشمنی خانواده» | جی-زی (با همراهی بیانسه) | ایوا دوورنی | ۴:۴۴  | [ ۸۹ ] |

## پادکست
| سال  | عنوان     | نقش               | پلت‌فرم  | یادداشت | منا.   |
| ---- | --------- | ----------------- | ------- | ------- | ------ |
| ۲۰۲۳ | فضای درون | دکتر. مادلین وایل | آیودیبل |         | [ ۹۰ ] |

## واقعیت مجازی
| سال  | عنوان                   | نقش  | انتشار       | توضیحات                 | منا.   |
| ---- | ----------------------- | ---- | ------------ | ----------------------- | ------ |
| ۲۰۱۸ | کره‌ها: ترانه‌های فضازمان | راوی | آکیولوس ریفت | همچنین تهیه‌کننده اجرایی | [ ۹۱ ] |

## یادداشت
1. ↑  این فیلم در جشنواره فیلم کن ۲۰۰۹ با نام زندگی‌های دزدیده‌شده به نمایش درآمد، اما با عنوان سینمایی دزدیده‌شده از طریق سینما اکران شد.
2. ↑  به فیلم مستند اشاره دارد؛ فیلم نمایشی دیگری با نام سالومه در همین باره در سال ۲۰۱۳ منتشر شد.[۲۷]
3. ↑   این فیلم در جشنواره فیلم رم ۲۰۱۲ با نام تار به نمایش درآمد، اما به صورت سینمایی با نام رنگ زمان اکران شد.
4. ↑  به سه فیلم با عنوان‌های Him, Her و Them تقسیم شد.[۳۶]
5. ↑  این قسمت پخش نشد.[۶۵]